# Drepanogynis hygrochoaria
Drepanogynis hygrochoaria là một loài bướm đêm trong họ Geometridae.